# Suryapet

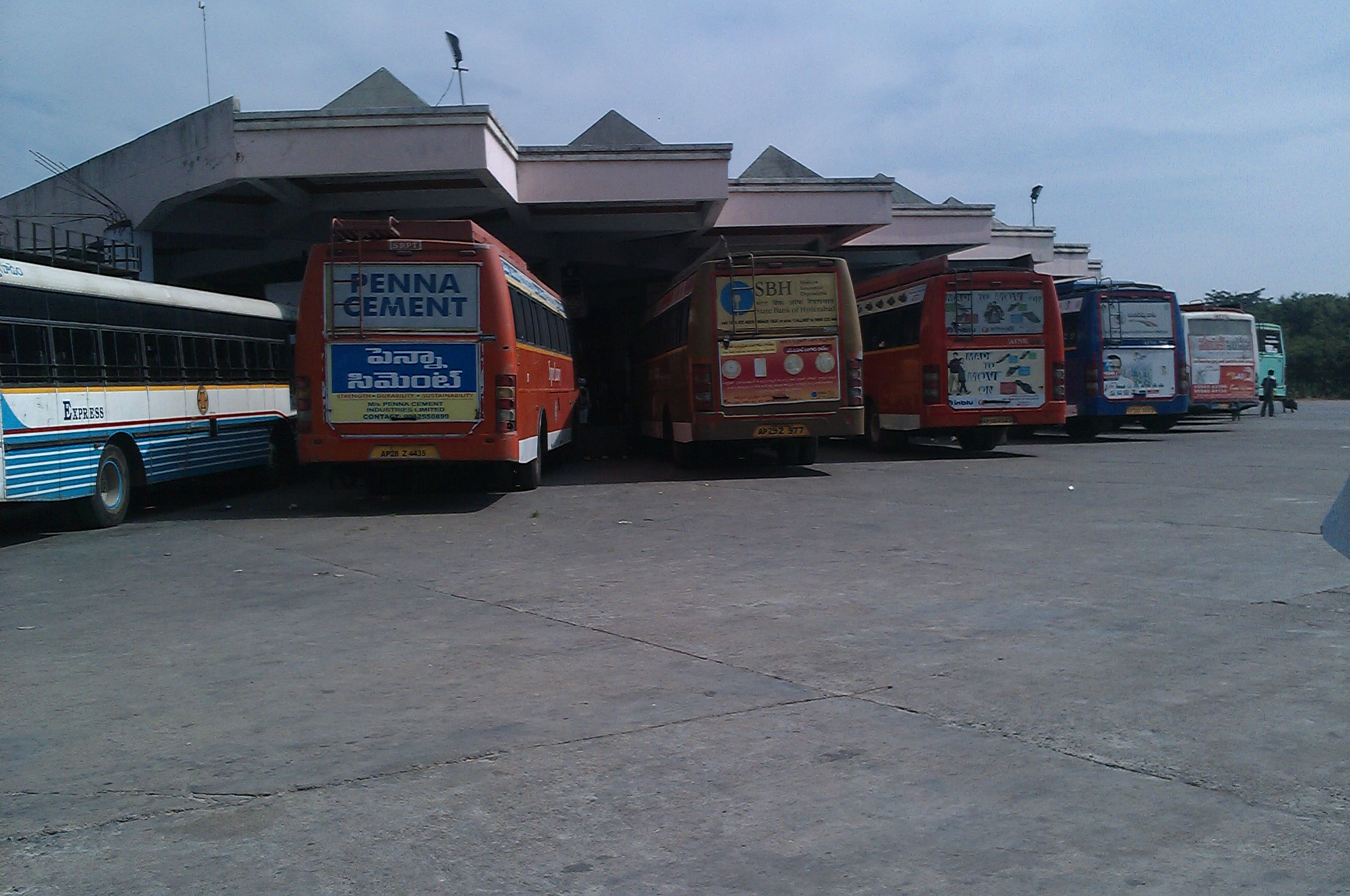
Busstation i Suryapet.

Suryapet är en stad i delstaten Telangana i Indien, och tillhör distriktet Nalgonda. Folkmängden uppgick till 105 531 invånare vid folkräkningen 2011, med förorter 106 805 invånare.